# New Haven Colony

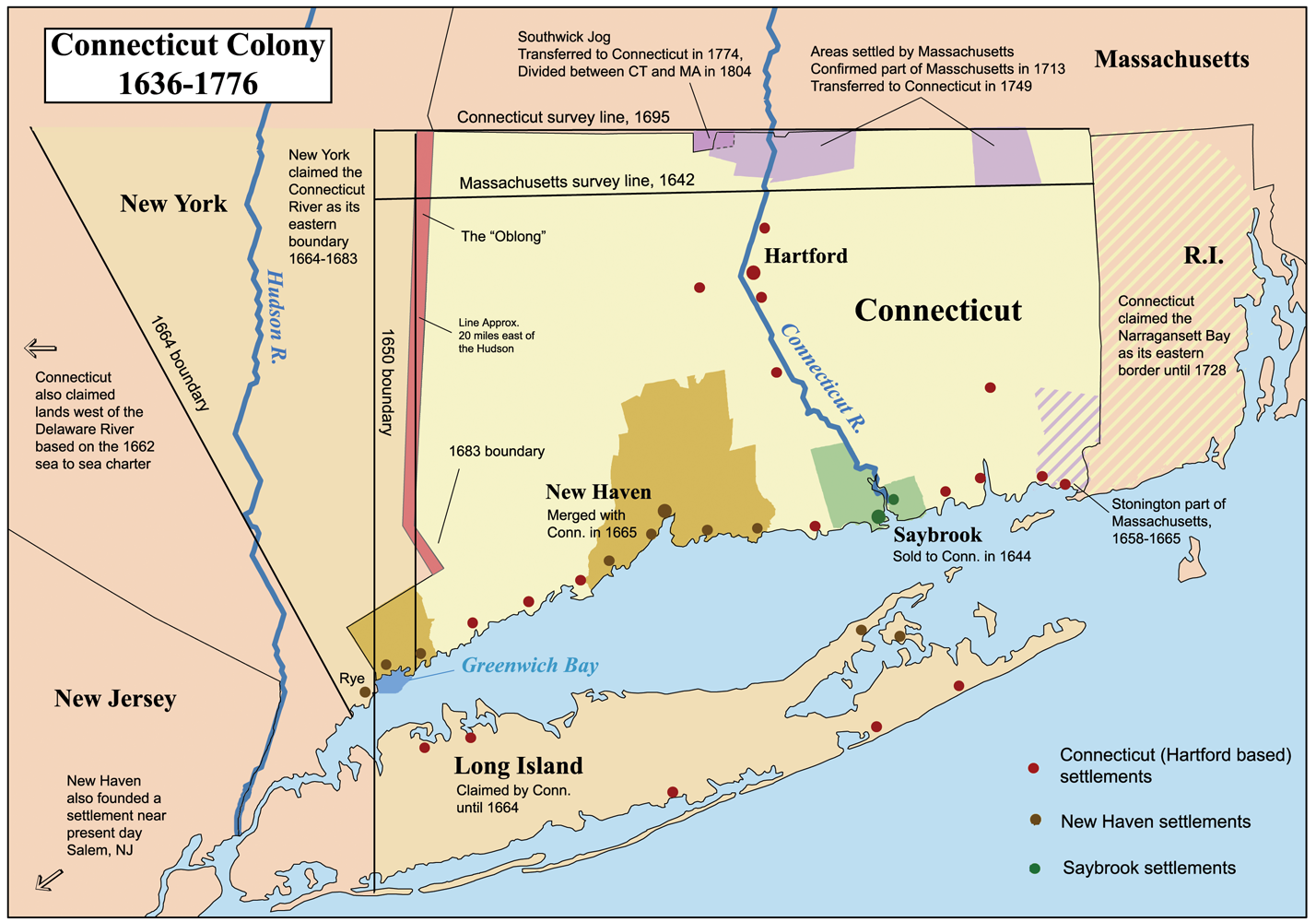
Connecticut, New Haven und die Saybrook-Kolonien

Die New Haven Colony war eine englische Kolonie auf dem heutigen Gebiet des US-Bundesstaates Connecticut in den Vereinigten Staaten, die zwischen 1637 und 1662 bestand.

## Geschichte

### Quinnipiac Colony
Der puritanische Pastor John Davenport führte seine Schar von Religionsflüchtlingen von den Niederlanden zurück nach England und schließlich im Frühjahr 1637 nach Amerika. Die Gruppe kam am 26. Juni an Bord der Hector in Boston, Massachusetts an, entschied sich aber, ihre eigene Kolonie zu errichten, da ihr die Massachusetts Bay Colony in ihren religiösen Bräuchen zu nachlässig schien.

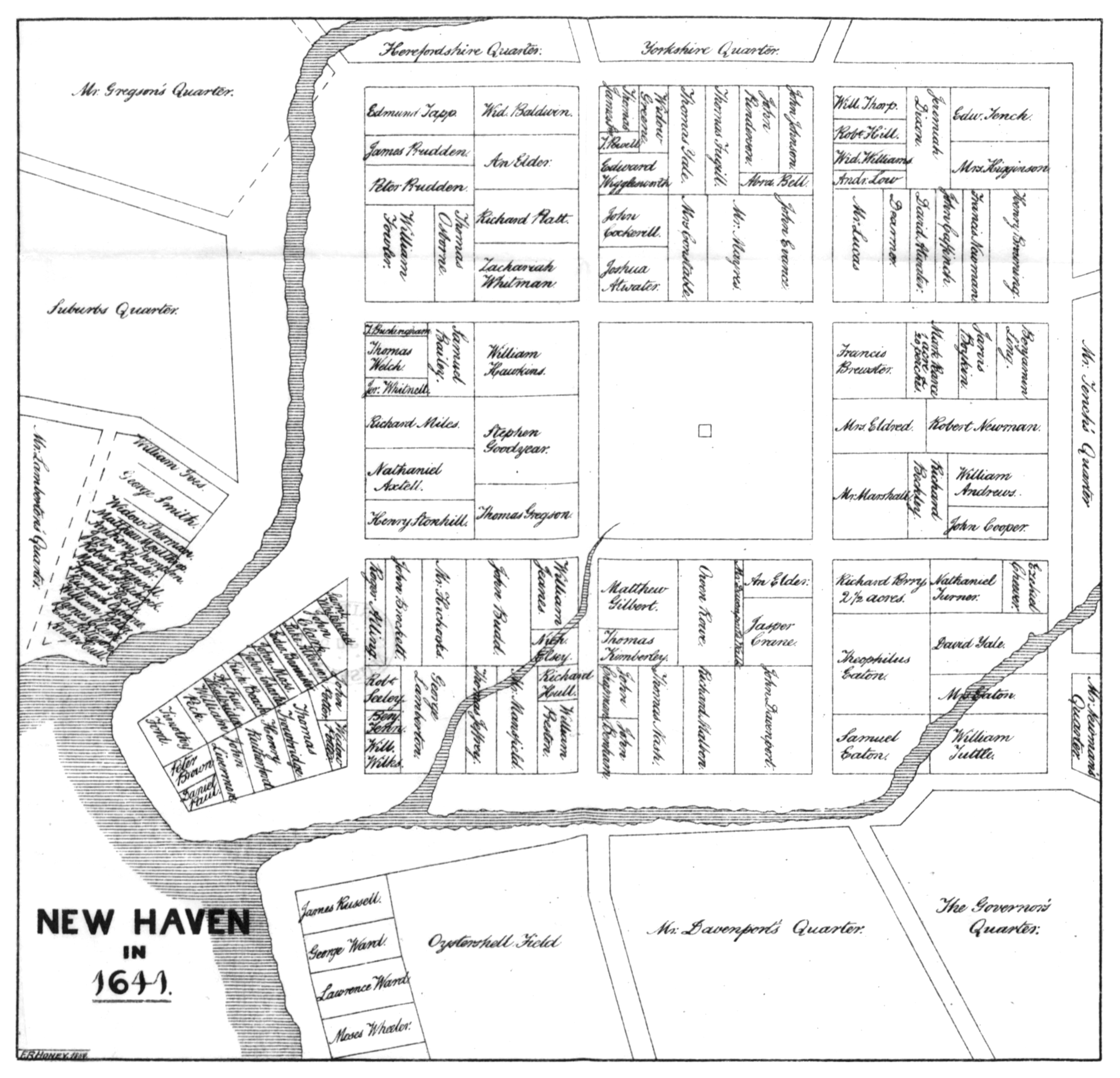
Plan der Siedlung New Haven (1641)

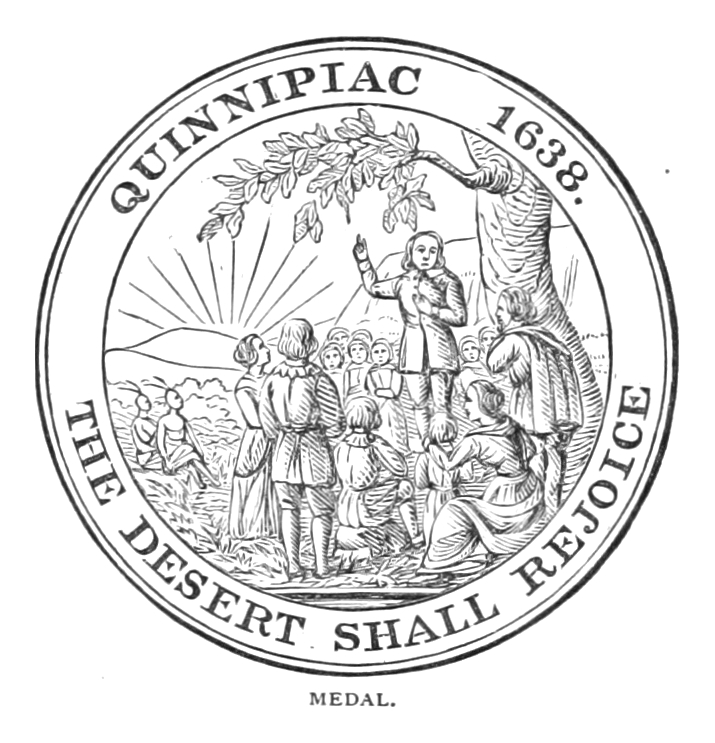
Gedenkprägung zur Gründung von New Haven

Im selben Herbst geriet Theophilus Eaton, der einer von den Gefolgsleuten Davenports war, auf der Suche nach einem geeigneten Ort im Süden an das nördliche Ufer des Long Island Sound. An der Mündung des Quinnipiac River kaufte er von den dortigen Indianern Land. Die Gruppe um Davenport brach im folgenden Frühjahr 1638 auf und erreichte am 14. April New Haven am Ufer des Connecticut River. Der Standort schien optimal als Hafen für den Handel zwischen Boston und Nieuw Amsterdam, aber auch, um auf die Pelze im Tal des Connecticut River zugreifen zu können. Die Kolonie konnte als Siedlung und religiöses Experiment durchgeführt werden, war aber als Handelsplatz nach einigen Jahren gescheitert.
1639 einigten die Kolonisten sich, beeinflusst durch ähnliche Vorgehensweise in den Flussstädten, auf eine Reihe grundlegender Gesetze für ihre Selbstverwaltung (engl. Fundamental Orders of Connecticut). Ein Regierender Rat (engl. governing council) der Sieben wurde gegründet, dem Eaton als oberster Magistrat (engl. chief magistrate) und Davenport als Pastor angehörten. Ferner schrieben die neuen Gesetze vor, dass „… the word of God shall be the only rule …“, wobei sie auch auf die Tradition des englischen Gewohnheitsrechts (engl. common law) zurückgriffen. Da die Bibel keine Hinweise bezüglich einer Gerichtsverhandlung durch eine Jury enthielt, nahm man von einem solchen Verfahren Abstand und ließ die Ratsversammlung Urteile fällen. Nur Mitglieder der Kirchengemeinde waren wahlberechtigt.

### United Colonies of New England Confederation
Der Erfolg der Kolonie zog bald andere Gläubige, aber auch Nichtpuritaner an. Durch den Zustrom an neuen Siedlern dehnte die Kolonie sich über die angrenzenden Städte aus, die daraufhin auch als „Plantagen“ bezeichnet wurden. Als ursprüngliche Teile der Konföderation fügten sich 1639 Milford und Guilford sowie 1640 Stamford und Southold quer über den Long Island Sound nach Süden bis zur North Fork von Long Island ein. Der somit umschlossene Bereich nahm die Bezeichnung „The United Colonies of New England“ an.
1643 gliederte sich als letzte der offiziellen „Plantagen“ der New Haven Confederation Branford an. Die Kolonisten lehnten sich bei der Einrichtung ihrer Regierung an Massachusetts an, blieben jedoch strenge Anhänger der puritanischen Disziplin.

### New Jersey, Philadelphia und der Pazifische Ozean
Nach dem Kauf eines Gebiets südlich von Trenton entlang des Delaware River vom Stamm der Lenape machte die Kolonie 1641 Ansprüche bezüglich des Gebiets geltend, das heute den Süden des US-Bundesstaates New Jersey und der Stadt Philadelphia im US-Bundesstaat Pennsylvania bildet und in dem auch die neu gegründeten Gemeinden Cape May und Salem lagen. Der Kaufvertrag legte keine Begrenzung auf das Land westlich des Delaware fest und bildete dadurch die rechtliche Grundlage für Connecticuts „Sea-to-sea“-Anspruch, der das ganze Land auf beiden Seiten des Delaware vom Atlantischen bis zum Pazifischen Ozean umfasste. Fünfzig Familien siedelten sich, geführt von George Lamberton, 1642 um die Mündung des Schuylkill River an und gründeten dort einen Handelsposten, der heute als Philadelphia bekannt ist. Die Anwesen der dort bereits ansässigen Holländer und Schweden waren niedergebrannt worden; ein schwedisches Gericht sprach Lamberton wegen „widerrechtlichen Betretens“ sowie der „Verschwörung mit den Indianern“ schuldig.
Die New Haven Colony erhielt keine Unterstützung von Seiten ihrer Schirmherren in Neu England bzw. des puritanischen Gouverneurs John Winthrop, so dass die „Delaware Colony“ infolge von Krankheit und Todesfällen bereits im Sommer wieder aufgelöst wurde.

### Das Geisterschiff
Die Kolonie besaß in den ersten Jahren ihres Bestehens nur Schiffe, die in unmittelbarer Küstennähe fuhren. Der Handel mit England wurde über die Massachusetts Bay Colony abgefertigt. Erst 1645 baute die Kolonie ein seetüchtiges Schiff von 80 Tonnen, das unter dem Kommando Lambertons stand und 1646 verschwand.
Der Sage nach soll 1647 genau eineinhalb Jahre später eine Schiffserscheinung am Horizont von einem Donnerwetter gefolgt worden sein. Am Ufer Stehende sagten aus, sie haben an Deck ihre Freunde wiedererkannt; daraufhin habe es geschienen, dass die Schiffsmasten brechen, die Passagiere ins Meer geschleudert werden und das Schiff kentere. Henry Wadsworth Longfellow gestaltete den Stoff in dem Gedicht The Phantom Ship:
A ship sailed from New Haven,
And the keen and frosty airs,
That filled her sails at parting,
Were heavy with good men's prayers.
„O Lord! if it be thy pleasure“--
Thus prayed the old divine--
„To bury our friends in the ocean,
Take them, for they are thine!“
But Master Lamberton muttered,
And under his breath said he,
„This ship is so crank and walty
I fear our grave she will be!“

### Asyl für die Königsmörder Karls I. von England
Eaton blieb bis zu seinem Tod im Jahre 1658 Gouverneur der Kolonie. Ihm folgten Francis Newman und 1660 William Leete.
Als Karl II. 1661 die Richter verfolgte, die 1649 das Todesurteil über Karl I. unterzeichnet hatten, flohen zwei der Gesuchten – Colonel Edward Whalley und Colonel William Goffe – nach New Haven, um sich dort vor den königlichen Truppen zu verbergen. Davenport vereinbarte mit diesen sogenannten Königsmördern, sie in den West-Rock-Anhöhen nordwestlich der Stadt zu verstecken. Ein dritter Richter, John Dixwell, gesellte sich nach einer Weile dazu.

### Aufgehen in der Connecticut Colony
Ein unbehaglicher Konkurrenzkampf mit den Siedlern vom Connecticut River, die sich in Hartford ballten und konfessionell – in entscheidendem Gegensatz zu New Haven – duldsam waren, endete 1662 darin, dass in Connecticut eine königliche Urkunde ausgestellt wurde, gemäß der New Havens Städte 1665 in die Regierungsgewalt der Connecticut Colony überzugehen hatten. Dies war das Ergebnis u. a. eines Schwindens an Einfluss, des Verlustes von Gouverneur Eaton samt seiner besonderen Stärke sowie der wirtschaftlichen Rückschläge im Abhandenkommen des einzigen seetüchtigen Schiffes oder im Untergang der Delaware Colony. Nicht zuletzt die Verbrüderung mit den englischen Königsmördern schwächte New Haven; dessen Vereinnahmung durch die Connecticut Colony erscheint auch als eine Bestrafung durch Karl II. in dieser Sache.

### Newark
Eine Gruppe von New Havener Kolonisten zog 1666, geführt von Robert Treat, nach New Jersey, um dort eine neue Gemeinde zu gründen. Treat wollte diese Gemeinde nach Milford, Connecticut benennen. Sie erhielt aber auf das Betreiben Abraham Piersons den Namen New Ark, neue Arche, woraus sich später Newark entwickelte.